# Pelidnota santidomini
Pelidnota santidomini är en skalbaggsart. Pelidnota santidomini ingår i släktet Pelidnota och familjen Rutelidae. Utöver nominatformen finns också underarten P. s. caliensis.